# Cunevo
Cunevo là một đô thị ở tỉnh Trento ở vùng Trentino-Alto Adige/Südtirol của Ý, tọa lạc cách 25 km về phía bắc của Trento. Tại thời điểm ngày 31 tháng 12 năm 2004, đô thị này có dân số 567 người và diện tích là 5,6 km².
Cunevo giáp các đô thị: Tuenno, Flavon và Denno.